# Bayerischer Filmpreis
Ne doit pas être confondu avec Bayerischer Fernsehpreis.
Les Bayerischer Filmpreis sont des prix cinématographiques décernés chaque année depuis 1979 par le gouvernement de l'État de Bavière (en Allemagne) pour des « réalisations exceptionnelles dans le cinéma allemand ». Avec les Deutscher Filmpreis, ce sont les prix les plus appréciés pour les réalisations cinématographiques en Allemagne.

## Description
Le gala a lieu à la mi-janvier au théâtre Cuvilliés de Munich pour honorer les films sortis l'année précédente et est l'un des moments les plus prestigieux du calendrier cinématographique allemand. Ces bourses sont dotées d'un décaissement de 400 000 €. La dotation la plus importante, de 200 000 €, est décernée au prix de la meilleure production, pour "le film allemand le plus exceptionnel qui laisse la plus grande impression globale". Les autres prix sont attribués chacun avec des dotations de 10 000 à 25 000 €. Les lauréats reçoivent également une statuette en porcelaine conçue par Franz Anton Bustelli et fabriquée dans la manufacture de porcelaine de Nymphenburg à Munich et représentant Pierrot, un personnage de la Commedia dell'arte.

## Catégories
Les lauréats sont choisis par un jury nommé par l'État dans les catégories suivantes :   
- Meilleur producteur
- Meilleure réalisation
- Meilleur acteur
- Meilleur scénario
- Meilleure photographie
- Meilleur montage
- Meilleure musique de film
- Meilleur design de production
- Meilleur film documentaire
- Meilleur film pour les jeunes
- Prix spécial

Le Premier ministre de Bavière peut également décerner un prix d'honneur.

### Lauréats 2021
Les 43e Prix du cinéma bavarois ont été décernés le 20 mai 2022 au Prinzregententheater.
| Catégorie            | Lauréats                                                                                               | Films                                                    | Remarques |
| -------------------- | --- | -------------------------------------------------------- | --------- |
| réalisation          | Dominik Graf                                                                                           | Fabian                                                   |           |
| production           | Fritjof Hohagen, Stefan Sarazin et Peter Keller Sebastian Werninger, Herman Weigel et Christoph Muller | Nicht ganz Koscher – eine göttliche Komödie Stasikomödie |           |
| actrice              | Johanna Wokalek                                                                                        | Beckenrand Sheriff                                       |           |
| acteur de cinéma     | Albrecht Schuch                                                                                        | Lieber Thomas                                            |           |
| scénario             | Maria Schrader et Jan Schomburg                                                                        | I'm Your Man (Ich bin dein Mensch)                       |           |
| nouveau réalisateur  | York-Fabian Raabe                                                                                      | Borga                                                    |           |
| jeune actrice        | Sara Fazilat                                                                                           | Nico                                                     |           |
| jeunes acteurs       | Emil von Schönfels et Mekyas Mulugeta                                                                  | Räuberhände                                              |           |
| film pour enfants    | Lars Montag (producteur)                                                                               | Träume sind wie wilde Tiger                              |           |
| documentaire         | Michel Kranz (réalisateur)                                                                             | Was tun                                                  |           |
| composition d'images | Hanno Lentz                                                                                            | Fabian                                                   |           |
| montage              | Maria Speth                                                                                            | Mr Bachmann and His Class                                |           |
| Prix d'honneur       | Sönke Wortmann                                                                                         |                                                          |           |
| prix du public       | Otto Waalkes, Julius Weckauf et Timm Oberwelland                                                       | Catweazle                                                |           |